# Equal-cost multi-path routing
O Equal-cost multi-path routing (ECMP) de tradução livre roteamento de multicaminhos de custo igual, é uma estratégia de roteamento em que o encaminhamento de pacotes de redes para um único destino pode ocorrer em vários melhores caminhos com prioridade de roteamento igual. O roteamento de multicaminhos pode ser usado em conjunto com a maioria dos protocolos de roteamento porque é uma decisão local por uma tomada independentemente em cada roteador. Pode aumentar substancialmente a largura de banda através do balanceamento de carga do tráfego; no entanto, pode haver problemas significativos na sua implementação na prática.